# Essiv
Essiv är ett kasus i nominas deklination. Det beskriver oftast att beskriva något temporärt tillstånd.
Essiv betecknar det som någonting liknar. I svenskan uttrycks essivrelationen vanligtvis genom att prepositionen "som" (eller "i egenskap av") ställs framför det aktuella ordet.

## Essivändelser
- Estniska: -na
- Finska: -na, -nä (beroende på vokalharmoni)[2]

## Användning i finskan
Exempel på essiv i finskan: ruotsalaisena som svensk, ruotsalaisina som svenskar, pidän sitä kotinani jag ser det som mitt hem, kahtena päivänä (under) två dagar. Essivändelsen används även som pekare för datum: tiistaina på tisdag, kahdentenatoista tammikuuta (på) den tolfte januari.
Det finns uttryck med ljudförändring (assimilering): tänä vuonna i år, toissa vuonna i förfjol och toissapäivänä i förrgår. Kaukana långt borta kommer från stammen kauka- som inte finns i nominativ.